# Idiognophomyia capicola
Idiognophomyia capicola is een tweevleugelige uit de familie steltmuggen (Limoniidae). De soort komt voor in het Afrotropisch gebied.